# Riccardo Fiamozzi
Riccardo Fiamozzi (Mezzocorona, Trento, Italia, 18 de mayo de 1993) es un futbolista italiano. Juega como lateral derecho en el Reggiana de la Serie B.

## Trayectoria

### Inicios
Dio sus primeros pasos en las inferiores del Mezzocorona, AC Milan y en el 2011 fue transferido al Varese. El 22 de junio de 2012 fue adquirido por el Torino, pero se queda en el club lombardo por un año a préstamo.

### Varese
Hizo su debut profesional el 18 de agosto de 2012 en la derrota 2-1 ante Bolonia, encuentro válido por la segunda ronda de la Copa Italia 2012-13. En su primera temporada concluye la misma con 15 partidos en total, 14 por Serie B y uno por Copa Italia. El 18 de junio de 2013, el Varese anuncia que ha ejercido su derecho de opción para el pago de la mitad del pase del jugador. La siguiente temporada disputó 31 encuentros marcando un gol, lo que le valió para que el 21 de junio de 2014 el club comprara la totalidad del pase.
En la temporada 2014/15 jugó 40 partidos por la liga y 3 por Copa Italia sin anotar goles. En la Serie B no pudo evitar el descenso del equipo debido a que este fue sancionado por arreglo de partidos. Esto produjo la rescisión de su contrato con el Varese.

### Pescara
El 10 de agosto de 2015 se oficializó su llegada al Pescara, donde solo jugó 15 partidos.

### Genoa
En enero de 2016 el Genoa CFC compra la totalidad del pase de Fiamozzi por un monto total de 1.500.000 €.

## Selección nacional
Fue convocado en el 2011 para jugar en la selección sub-19. Jugó los 6 juegos en la Clasificación para el Campeonato Europeo de la UEFA Sub-19 2012 y en el 2012 UEFA European Under-19 Championship elite qualification. Con la sub-19 jugó un total de 14 encuentros sin marcar goles. En 2012 fue convocado a la selección nacional sub-20 donde disputó 5 partidos.

## Estadísticas
Actualizado el 29 de agosto de 2016
| Varese · Italia             | 2.ª                 | 2012/13             | 14  | 0 | 1 | 0 | - | - | 15  | 0 |
| Varese · Italia             | 2.ª                 | 2013/14             | 29  | 1 | 2 | 0 | - | - | 31  | 1 |
| Varese · Italia             | 2.ª                 | 2014/15             | 40  | 0 | 3 | 0 | - | - | 43  | 0 |
| Varese · Italia             | Total               | Total               | 83  | 1 | 6 | 0 | - | - | 89  | 1 |
| Pescara · Italia            | 2.ª                 | 2015                | 15  | 0 | 0 | 0 | - | - | 15  | 0 |
| Pescara · Italia            | Total               | Total               | 15  | 0 | 0 | 0 | - | - | 15  | 0 |
| Genoa CFC · Italia          | 1.ª                 | 2016                | 8   | 0 | 0 | 0 | - | - | 8   | 0 |
| Genoa CFC · Italia          | 1.ª                 | 2016/17             | 1   | 0 | 1 | 0 | - | - | 2   | 0 |
| Genoa CFC · Italia          | Total               | Total               | 9   | 0 | 1 | 0 | - | - | 10  | 0 |
| Total en su carrera         | Total en su carrera | Total en su carrera | 107 | 1 | 7 | 0 | - | - | 114 | 1 |
| (1)Incluye Copa Italia. (2) |                     |                     |     |   |   |   |   |   |     |   |

## Palmarés

### Títulos nacionales
| Título  | Club                | País   | Año  |
| ------- | ------------------- | ------ | ---- |
| Serie B | Empoli F. C.        | Italia | 2021 |
| Serie C | A. C. Reggiana 1919 | Italia | 2023 |